# Parokya ni Edgar
Parokya ni Edgar – filipiński zespół muzyczny z Quezon City. Został założony w 1993 roku.
W skład zespołu wchodzą: Chito Miranda (frontman), Buwi Meneses (bas), Darius Semaña (gitara), Gab Chee Kee (gitara rytmiczna), Dindin Moreno (perkusja). W 1996 roku wydali swój debiutancki album pt. Khangkhungkherrnitz, który był certyfikowany platyną.
Za swoją działalność muzyczną byli wielokrotnie nagradzani (1996 – NU Rock Award dla najlepszego nowego artysty, 1999, 2000 i 2003 – artysta roku, 2004 – Awit Awards, MTV Video Music Award).

## Dyskografia
Albumy studyjne
- Khangkhungkherrnitz (1996)
- Buruguduystunstugudunstuy (1997)
- Gulong Itlog Gulong (1999)
- Edgar, Edgar Musikahan (2002)
- Bigotilyo (2003)
- Halina Sa Parokya (2005)
- Solid (2007)
- Middle-Aged Juvenile Novelty Pop Rockers (2010)
- Pogi Years Old (2016)
- Borbolen (2021)